# The Sports Network
The Sports Network, conocida por sus siglas TSN, es una empresa que ofrece canales de televisión por suscripción de deportes en Canadá. Fue uno de los primeros canales por suscripción del país y el primero orientado a deportes. La empresa también posee una cadena de televisión en francés Réseau des sports (RDS), así como un portal web de noticias y una cadena de emisoras de radio.
TSN transmite actualmente partidos de la National Hockey League, Canadian Football League, National Football League, National Basketball Association, Major League Baseball, Major League Soccer y Premier League, así como los Juegos Olímpicos, la Fórmula 1, la Copa NASCAR, el Grand Slam de tenis y los torneos majors de golf masculino.

## Historia
TSN fue lanzado por Labatt Brewing Company en 1984. El canal se basaba en las transmisiones de los Toronto Blue Jays de béisbol, entonces propiedad de Labatt. En 1989 se lanzó Réseau des sports (RDS), un canal en francés para la provincia de Quebec.
En 1995, la multinacional Interbrew compró a Labatt, lo que la obligó a vender TSN y RDS a la empresa NetStar, que tenía como accionista minoritario a ESPN. CTV compró el resto de las acciones en 2000, y ésta pasó a ser propiedad de Bell Canada y The Woodbridge Company en 2001. Bell Canada se convirtió en Bell Media en 2011, y The Woodbridge Company dejó de ser accionista de CTV.
En 1995 se lanzó el portal de noticias TSN.ca. En 2011 se lanzó la cadena de radio TSN Radio, que posee emisoras en Toronto, Montreal, Ottawa, Winnipeg y Edmonton. 
Entre 2001 y 2003 existió el canal WTSN, dedicado al deporte femenino (LPGA Tour, WNBA, WTA Tour, WUSA, CWHL). En 2004 se lanzó Réseau Info-Sports, luego RDS Info, un canal de noticias deportivas de 24 horas en francés, aunque también se utiliza para eventos especiales.
TSN creó una señal alternativa para eventos especiales, la cual se convirtió en 2008 en TSN2, un canal de 24 horas. En 2010 se lanzó el canal TSN Habs y en 2011 el canal TSN Jets, que emitían los partidos de los Montreal Canadiens y los Winnipeg Jets respectivamente.
En 2011 se comenzó a ofrecer los canales TSN y TSN2 en plataforma web. También se lanzó una segunda señal en francés llamada RDS2.
En 2014, TSN pasó a tener cinco señales en inglés, que permiten emitir más programas simultáneamente y ofrecer programación regional. Además lanzó su plataforma de streaming de video TSN Go.

## Programación
TSN tuvo los derechos televisivos nacionales de la National Hockey League desde 1987 hasta 1998, y luego desde 2002 hasta 2014. Actualmente, TSN posee derechos regionales de los Toronto Maple Leafs, Montreal Canadiens, Ottawa Senators y Winnipeg Jets, en tanto que RDS posee derechos regionales de los Montreal Canadiens y Ottawa Senators. Desde 2008, TSN y RDS utilizan como cortina musical The Hockey Theme.
Además, TSN transmite los campeonatos internacionales de hockey sobre hielo, tales como el Campeonato Mundial de Hockey sobre Hielo y los campeonatos de Hockey Canada, así como el campeonato universitario de la NCAA.
TSN ha emitido partidos de la Canadian Football League desde 1985, y tiene los derechos exclusivos desde 2008. También transmitió la Copa Vaniel de fútbol canadiense universitario en distintos períodos entre 1989 y 2012.
TSN emitió partidos de los Toronto Blue Jays de béisbol desde 1984 hasta 2009, y de los Montreal Expos desde 1985 hasta 2001. También ha emitido los partidos nocturnos de la Major League Baseball de los domingos desde 1990 hasta 2000 y luego a partir de 2010, y los lunes y miércoles desde 2014.
TSN transmite partidos de la National Football League, en particular los nocturnos de los domingos y lunes, así como partidos de fútbol americano universitario de la NCAA.
En cuanto a baloncesto, TSN emite partidos de los Toronto Raptors de la NBA desde su debut en 1995, al igual que los Vancouver Grizzlies desde 1995 hasta 2001. También emite los partidos nacionales de NBA de la cadena estadounidense TNT, así como las finales. TSN transmite además partidos de baloncesto universitario de la NCAA; desde 2011 transmite el campeonato nacional March Madness.
TSN emite partidos de fútbol de la Major League Soccer desde 2011, en particular los partidos de los equipos canadienses y los playoffs. Desde 2013, transmite partidos de la Premier League inglesa. A partir de 2015, transmite los campeonatos mundiales de fútbol de la FIFA, la Liga de Campeones de la UEFA y la Liga Europea de la UEFA.
En 1988, TSN fue el primer canal de televisión por suscripción del mundo en transmitir eventos de los Juegos Olímpicos, en asociación con la cadena de aire CBC.
TSN transmite los principales competiciones canadienses de curling desde 1984, así como el Campeonato Mundial de Curling. Además transmite campeonatos de patinaje artístico sobre hielo de Skate Canada, así como la National Lacrosse League a partir de 2015.
En cuanto a automovilismo, TSN emite la Fórmula 1, Copa NASCAR, NASCAR Nationwide Series, NASCAR Truck Series, NASCAR Canada Series y NHRA.
TSN posee los derechos televisivos de los cuatro torneos de tenis de Grand Slam. En cuanto a golf, emite los cuatro torneos mayores masculinos, el Abierto de Canadá masculino y femenino, la Copa Ryder y la Copa de Presidentes.
Desde 2009, TSN transmite partidos de la Australian Football League. La cadena transmitió el Tour de Francia de ciclismo entre 2011 y 2014. También emite los X Games y la World Series of Poker. A partir de 2015 emite combates del Ultimate Fighting Championship.
A partir de 2016, TSN emite el Super Rugby a través de TSN Go.
Por otra parte, TSN emitió espectáculos de lucha libre profesional tales como WWE Raw y WCW Monday Nitro, aunque solían ser editados para eliminar violencia excesiva.
El noticiero de TSN se denominaba originalmente SportsDesk desde el lanzamiento del canal en 1984. Desde 2001 se llama SportsCentre, al adoptar una imagen similar a la del SportsCenter de ESPN.
La cadena también emite programas de estudio propios tales como That's Hockey y Off the Record with Michael Landsberg, así como otros programas de estudio de ESPN provenientes de Estados Unidos y los documentales de ESPN Films.
Por su parte, TSN Radio transmite la Canadian Football League, los playoffs de la NBA, la National Football League y el Abierto de Estados Unidos y el Abierto Británico de golf.